# Tiếng Nhật Trung cổ
Tiếng Nhật Trung cổ (中古日本語 (Trung Cổ Nhật Bản ngữ) chūko nihongo) là một giai đoạn của tiếng Nhật được dùng từ năm 794 đến 1185, tức là vào Thời kỳ Heian. Nó là hậu duệ của tiếng Nhật cổ (上古日本語 ( (Thượng Cổ Nhật Bản ngữ))).

## Bối cảnh
Trong khi tiếng Nhật cổ vay mượn kiểu chữ Trung Quốc để viết tiếng Nhật, trong thời kỳ Trung cổ đã xuất hiện hai kiểu chữ mới: Hiragana và Katakana. Bước tiến này đã đơn giản hóa việc viết chữ và đem đến một thời kỳ mới cho văn học Nhật Bản như những tác phẩm cổ Chuyện kể Genji, Chuyện kể Người chặt trúc, Chuyện kể Ise và nhiều câu chuyện khác.

## Âm vị
Những thay đổi về lớn về âm vị chính là những đặc điểm nổi bật của thời kỳ này:
- Sự thay đổi phụ âm bật mũi trở thành phụ âm kêu
- Sự thêm vào nguyên âm dài và âm tiết đóng vào kho âm tiết
- Đọc lướt một số phụ âm trong những hoàn cảnh nhất định
- Thay đổi trong nhịp từ nhịp theo âm tiết thành nhịp theo mora

Tiếng Nhật cổ có 86 âm tiết tách biệt, sang Tiếng Nhật Trung cổ chỉ còn 66.
| a  | i  | u  | e  | o  |
| ka | ki | ku | ke | ko |
| ga | gi | gu | ge | go |
| sa | si | su | se | so |
| za | zi | zu | ze | zo |
| ta | ti | tu | te | to |
| da | di | du | de | do |
| na | ni | nu | ne | no |
| ha | hi | hu | he | ho |
| ba | bi | bu | be | bo |
| ma | mi | mu | me | mo |
| ya |    | yu |    | yo |
| ra | ri | ru | re | ro |
| wa | wi |    | we |    |

Sự khác nhau đáng chú ý nhất là sự lược bỏ Jōdai Tokushu Kanazukai (上代特殊仮名遣, "Kiểu Kana đặc biệt cổ"), kiểu chữ phân biệt rõ hai loại -i, -e, và -o. Trong khi giai đoạn bắt đầu lược bỏ này có thể dễ thấy ở cuối thời kỳ Tiếng Nhật cổ, nó đã hoàn toàn biến mất trong tiếng Nhật Trung cổ. Âm vị cuối cùng biến mất là /ko1/ và /ko2/.
Trong thế kỷ thứ X, /e/ và /ye/ nhập thành /e/, còn đến thế kỷ XI /o/ và /wo/ thành /o/.

## Ngữ âm học

### Nguyên âm
- /a/: [a]
- /i/: [i]
- /u/: [u]
- /e/: [je][2][3][4]
- /o/: [wo]

### Phụ âm

#### /k, g/
/k, g/: [k, g]

#### /s, z/
/s, z/ gồm cả [s, z], [ts, dz], và [ʃ, ʒ]. Nó có thể khác nhau tùy vào nguyên âm theo sau, giống như tiếng Nhật hiện đại.

#### /t, d/
/t, d/: [t, d]

#### /n/
/n/: [n]

#### /h/
/h/ tiếp tục nghe tương tự như [ɸ]. Với một ngoại lệ: Đến thế kỷ thứ XI, Giữa hai nguyên âm /h/ được đọc là [w].

#### /m/
/m/: [m]

#### /y/
/y/: [j]

#### /r/
/r/: [r]

#### /w/
/w/: [w]

## Ngữ pháp

### Động từ
Tiếng Nhật trung cổ thừa hưởng tất cả tám cách chia động từ từ tiếng Nhật cổ và thêm một cách mới: Hạ nhất đoạn (下一段).

#### Chia động từ
| Loại động từ              | Thể tự nhiên 未然形 | Dạng phó từ 連用形 | Thể xác định 終止形 | Liên thể hình 連体形 | Dĩ nhiên hình 已然形 | Thể mệnh lệnh 命令形 |
| ------------------------- | ------------------- | ------------------ | ------------------- | -------------------- | -------------------- | -------------------- |
| Tứ đoạn (四段)            | -a                  | -i                 | -u                  | -u                   | -e                   | -e                   |
| Thượng nhất đoạn (上一段) | -                   | -                  | -ru                 | -ru                  | -re                  | -(yo)                |
| Thượng nhị đoạn (上二段)  | -i                  | -i                 | -u                  | -uru                 | -ure                 | -i(yo)               |
| Hạ nhất đoạn (下一段)     | -e                  | -e                 | -eru                | -eru                 | -ere                 | -e(yo)               |
| Hạ nhị đoạn (下二段)      | -e                  | -e                 | -u                  | -uru                 | -ure                 | -e(yo)               |
| Bất quy tắc KA (カ変)     | -o                  | -i                 | -u                  | -uru                 | -ure                 | -o                   |
| Bất quy tắc SA (サ変)     | -e                  | -i                 | -u                  | -uru                 | -ure                 | -e(yo)               |
| Bất quy tắc NA (ナ変)     | -a                  | -i                 | -u                  | -uru                 | -ure                 | -e                   |
| Bất quy tắc RA (ラ変)     | -a                  | -i                 | -i                  | -u                   | -e                   | -e                   |

#### Thân phụ âm / Thân nguyên âm
Động từ có gốc kết thúc bằng một phụ âm được gọi là Thân phụ âm. Những thứ này được được phân thành những lớp chia sau: Tứ đoạn, Thượng nhị đoạn, Hạ nhất đoạn, Hạ nhị đoạn, Bất quy tắc SA, Bất quy tắc RA, Bất quy tắc KA, và Bất quy tắc NA.
Động từ có gốc kết thức bằng nguyên âm gọi là Thân nguyên âm. Những thứ này được chia trong loại sai: Thượng nhất đoạn.

#### Động từ bất quy tắc
Có vài động từ chia bất quy tắc
- K-irregular: k- "đến"
- S-irregular: s- "làm"
- N-irregular: sin- "chết", in- "đi, chết"
- R-irregular: ar- "có", wor- "có, tồn tại"

Loại chia động từ cho mỗi loại được đặt theo tên Thân phụ âm cuối.

### Tính từ
Có hai loại tính từ: tính từ thường và danh tính từ.
Tính từ thường được chia nhỏ làm hai loại: những dạng phó từ kết thúc bằng -ku và những dạng kết thúc bằng -siku. Điều này đã tạo ra hai nhóm chia khác nhau:
| Nhóm tính từ | Vị nhiên hình 未然形 | Liên dụng hình 連用形 | Chung chỉ hình 終止形 | Liên thể hình 連体形 | Dĩ nhiên hình 已然形 | Mệnh lệnh hình 命令形 |
| ------------ | -------------------- | --------------------- | --------------------- | -------------------- | -------------------- | --------------------- |
| -ku          |                      | -ku                   | -si                   | -ki                  | -kere                |                       |
| -ku          | -kara                | -kari                 | -si                   | -karu                |                      | -kare                 |
| -siku        |                      | -siku                 | -si                   | -siki                | -sikere              |                       |
| -siku        | -sikara              | -sikari               | -si                   | -sikaru              |                      | -sikare               |

Dạng -kar- và -sikar- xuất phát từ động từ ar- "có, tồn tại". Chia phó từ (-ku hoặc -siku) đi theo su với ar-.Việc chia này tạo ra sự chia bất quy tắc RA của ar-. Kết quả -ua- đọc lướt thành -a-.
Danh tính từ vẫn giữ nguyên cách chia nar- gốc và thêm tar- mới:
| Loại | Vị nhiên hình 未然形 | Liên dụng hình 連用形 | Chung chỉ hình 終止形 | Liên thể hình 連体形 | Dĩ nhiên hình 已然形 | Mệnh lệnh hình 命令形 |
| ---- | -------------------- | --------------------- | --------------------- | -------------------- | -------------------- | --------------------- |
| Nar- | -nara                | -nari -ni             | -nari                 | -naru                | -nare                | -nare                 |
| Tar- | -tara                | -tari -to             | -tari                 | -taru                | -tare                | -tare                 |

Nar- và tar- tạo thành từ nguyên chung. Dạng nar- là một các rút gọn của hậu tố ni và động từ bất quy tắc RA ar- "thì, là": ni + ar- > nar-. Dạng tar- là sự rút gọn của hậu tố to và động từ bất quy tắc RA ar- "thì, là": to + ar- > tar-. Cả hai xuất phát từ động từ ar-.

## Hệ thống chữ viết
Tiếng Nhật Trung cổ được viết bằng ba cách khác nhau. Theo như lưu giữ lại sớm nhất trong Man'yōgana, chữ Trung Quốc được dùng như phiên âm vào thời kỳ Tiếng Nhật cổ. Cách sử dụng này sau đó đã cho ra đời bảng chữ cái hiragana và katakana xuất phát từ sự đơn giản hóa những ký tự Trung Quốc đi.